# 雨澤毅明
雨澤 毅明（あめざわ たけあき、1995年2月4日 - ）は、栃木県下野市出身の元自転車プロロードレース選手である。下野市立祇園小学校、作新学院高等学校を経て宇都宮大学農学部卒業。

## 概要
父がロードバイクを所有していたので、幼少期からロードバイクを知っていた。宇都宮で開催のジャパンカップを観戦したこともあった。ロードバイクに乗る決定的なきっかけは、小学6年生の時にトライアスロンに挑戦したとき。当時は持久走も水泳も得意で体力に自信があったため「力試しにトライアスロンをやってみよう。それにはロードバイクが必要だ」という流れでロードバイクを手にした。
トライアスロン挑戦は1回だけに終わったが、せっかく用意したロードバイクに乗らないのはもったいないという事で、中学校の時は家族でサイクリングを楽しんだ。同時期から海外のロードレースを観戦し始め、徐々に魅力にはまった。
中学卒業で「新たに何かやりたい」ことを探し始めた頃、ロードレースに挑戦したくなった。丁度その時に、宇都宮ブリッツェンが下部チームであるブラウブリッツェンを立ち上げるという新聞記事を見つけ、「これに入るしかない」と思った。
2017年時点では、今後2、3年以内に海外で走りたい、それができなければ自転車から降りる覚悟もある。はっきりと目標を決めないと中途半端で「なあなあ」になってしまうので、遅くても25歳までには、ワールドツアーのチームへ行き、ツール・ド・フランスで走りたいと思っている。
2018年シーズンをもってブリッツェンを退団し、目標としていた海外チームであるスロベニアのLjubljana Gusto Xaurumへ移籍を発表
2020年1月の時点で今年限りの引退を決意した。引退後は栃木県に戻り、就職した。

## 来歴
2010年
- ブラウブリッツェン加入[3]。

2011年
- エリートツアーのレースに参戦し始める。
- 松川ロードレース　E3カテゴリ 優勝

2012年
- Jユースツアー 群馬 マッチスプリント 優勝
- JBCF Jユースツアー　年間総合優勝

2013年
- 那須ブラーゼンに加入し、Ｊプロツアーに参戦[3]。
- 全日本選手権 ジュニアクラス 3位

2014年
- 年全日本選手権ロード・U23　8位

2016年
- 宇都宮ブリッツェンに加入[3]。
- ツール・ド・ラブニール 日本代表
- JPT 南魚沼ロード 3位
- JPT個人総合19位、JPTアンダー23個人総合2位
- ツール・ド・おきなわ 6位

2017年
- 2月28日 2017アジア自転車競技選手権大会 チームタイムトライアル 銀メダル[7]
- 3月 宇都宮大学農学部卒業
- 5月 ツアー・オブ・ジャパン 個人総合13位（日本人2位）[3]
- 6月1日 - 4日 2017 U23ネイションズカップに日本代表として出場 総合18位[3]
- 7月16日 JPT第9戦 第16回JBCF石川サイクルロードレース 優勝[8]
- 7月22日 JPT第10戦 JBCF みやだ高原ヒルクライム 2位[9]
- 8月～9月 U23日本代表に選出され海外遠征
- 8月18日～28日 ツール・ド・ラヴニール 総合39位[10]
- 9月3日～6日 ブエルタ・ア・カンタブリア エレガント賞、総合80位[11][12]
- 9月8日～11日 ヴォルタ・シクリスタ・バレンシア 個人総合山岳賞、個人総合8位[13]
- 10月8日 JPT第19戦JBCF 輪島ロード 優勝[14]
- 10月22日 ジャパンカップサイクルロードレース 3位、アジア選手トップ、U23トップ[15][16]

2018年
- 1月10日 下野市長より「平成29年度下野市市政功労者市民賞」受賞とともに「輝け下野エール大使」を委嘱された[17]。
- 5月21日 2018ツアー・オブ・ジャパン 第2ステージ 京都 優勝[18]
- シーズン末をもってブリッツェン退団

2019年
- スロベニアのLjubljana Gusto Santicへ移籍